# Mallota (Grecia)
Mallota  este un oraș în Grecia în Prefectura Arcadia.